# Ошора (Аспіндза)
Ошора (груз. აწყვიტა) — село в Грузії.
За даними перепису населення 2014 року в селі проживає 531 особа.